# Montagne Saint-Michel
De Montagne Saint-Michel is een natuurpark en een berg van 380 meter hoog. Het is gelegen in het zuidwesten van Bretagne, gelegen tussen Morlaix en Quimper in het departement Finistère.
Het natuurpark is bekend vanwege het uitzicht boven het Parc Régional d'Armorique en het meer van Saint-Michel, het Lac Saint-Michel. 
Boven op de Montagne Saint-Michel zijn drie grote zwarte pieken te zien, die bestaan uit puntige basaltrotsen. Deze pieken zijn afzonderlijke gesteentes tegenover de rest van de heuvelberg en worden de "Drie Weduwen" of "Drie Heksen" genoemd.